# Прислон (Кировская область)
 Прислон  — опустевшая деревня в Подосиновском районе Кировской области. Входит в состав Подосиновского городского поселения. 

## География
Расположена на левобережье реки Юг на расстоянии менее 1 км на северо-запад по прямой от центра района поселка Подосиновец.

## История
Была известна с 1727 года как деревня с 8 дворами, в 1859 дворов 9 и жителей 65, в 1926 23 и 102, в 1950 23 и 76, в 1989 оставался 1 житель . 

## Население
Постоянное население не было учтено как в 2002 году, так и в 2010.